# Календарь майя
Календа́рь ма́йя — система календарей, созданных в доколумбову эпоху мезоамериканской цивилизацией майя. Этот календарь использовался и другими центральноамериканскими народами — ацтеками, тольтеками и др.
Типичная дата календаря майя выглядит примерно так: 12.18.16.2.6, 3 Кими 4 Соц, где 12.18.16.2.6 — это дата длинного счёта, 3 Кими — цолькин, 4 Соц — хааб.

## Корреляция дат

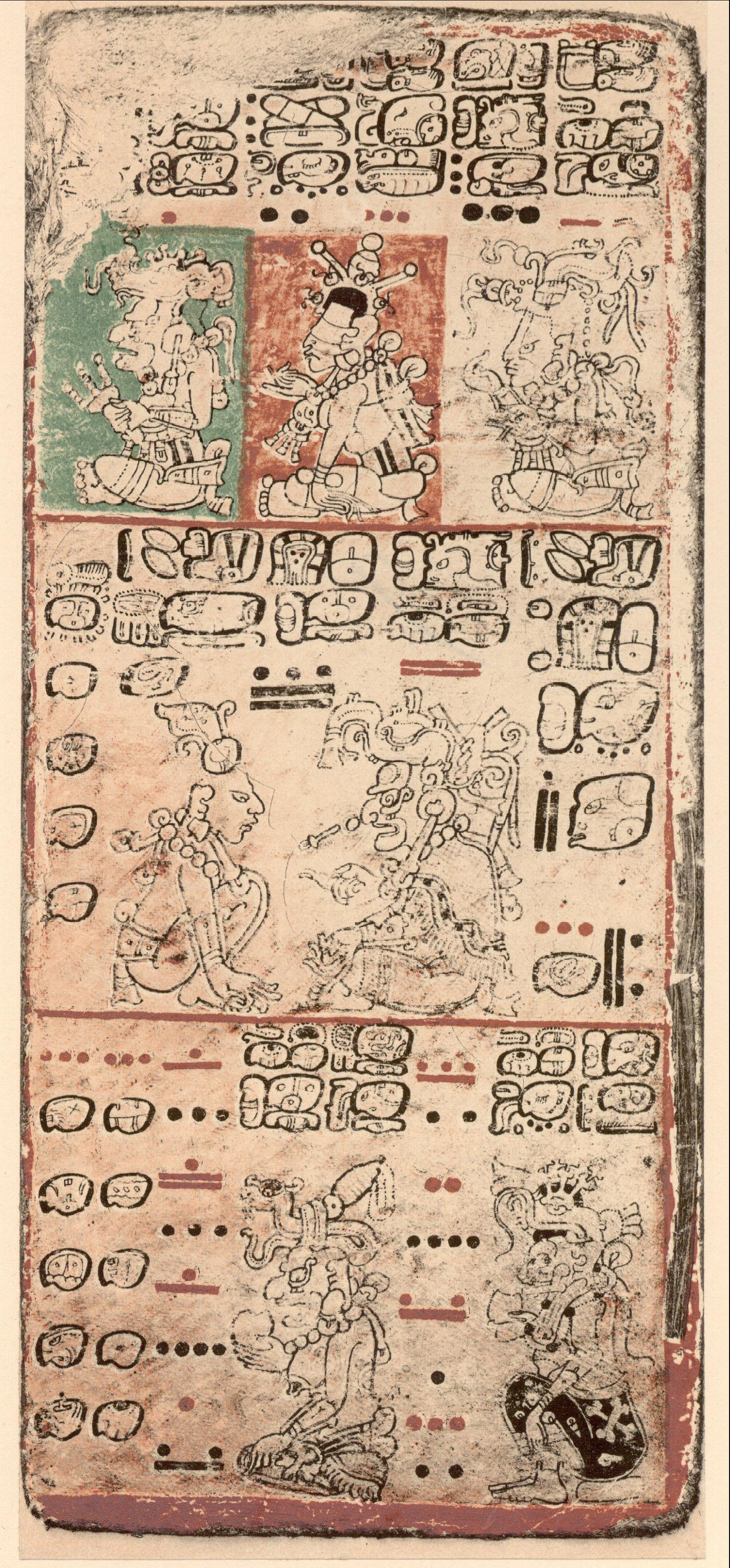
Дрезденский кодекс.

Текущая дата григорианского календаря, 13 августа 2025 года, тождественна одной из двух дат календаря майя:
(1.11.19.)13.0.12.14.18, 7 Эцнаб 16 Якшин — корреляция JD 584283;
(1.11.19.)13.0.12.14.16, 5 Киб 14 Якшин — корреляция JD 584285.
Корреляции JD 584283 и JD 584285 означают следующее. Майя считали время в циклах из 13 бактунов (13×144 000 дней). Начальной датой текущего цикла является (1.11.19.)0.0.0.0.0, 4 Ахау, 8 Кумху. Проблема возникает при выяснении эквивалентной юлианской даты этого начала. Это привело к паре корреляций, которые отстают друг от друга всего на два дня. Если бы система длинного счёта до сих пор использовалась, эту проблему было бы легче разрешить, но она не использовалась майя во времена испанской конкисты.
Вера в корреляцию JD 584283 (полдень понедельника, 6 сентября 3114 года до н. э.) основана на датах календарного круга, которые использовались и во время конкисты, и используются некоторыми высокогорными майя в наши дни. Корреляция JD 584285 (полдень среды, 8  сентября 3114 года до н. э.) основана на связи астрономических событий, записанных классическими майя, и известным временем, когда они имели место. Корреляция JD 584285 допускает, что смещение на 2 дня произошло с течением времени.
Корреляция JD 584283 была более широко принята до недавнего времени, когда начался поворот в сторону корреляции JD 584285.
Подтверждающим фактором в пользу последней были открытие стелы в Киригуа и Дрезденский кодекс,
создание которых отстаёт друг от друга на столетия, и оба дают одну и ту же дату затмения, которая совпадает с корреляцией JD 584285.

## Цолькин
Цольки́н, или тцолки́н (англ. Tzolk’in) — ритуальный период в 260 дней, являющийся комбинацией периодов по 20 и 13 дней.
Каждый день имеет номер от 1 до 13, кроме того, у дней есть названия, повторяющиеся с периодом 20. Каждому названию дня соответствует свой символ, так называемая Солнечная Печать.
Номера и названия дней меняются одновременно. Названия дней Цолькина:
| №  | Название дня | Символ дня (Солнечная печать) |
| -- | ------------ | ----------------------------- |
| 1  | Имиш         | Красный Дракон                |
| 2  | Ик           | Белый Ветер                   |
| 3  | Акбаль       | Синяя Ночь                    |
| 4  | Кан          | Жёлтое Семя                   |
| 5  | Чик-Чан      | Красный Змей                  |
| 6  | Кими         | Белый Соединитель Миров       |
| 7  | Маник        | Синяя Рука                    |
| 8  | Ламат        | Жёлтая Звезда                 |
| 9  | Мулук        | Красная Луна                  |
| 10 | Ок           | Белая Собака                  |
| 11 | Чуэн         | Синяя Обезьяна                |
| 12 | Эб           | Жёлтый Человек                |
| 13 | Бен          | Красный Небесный Странник     |
| 14 | Хиш          | Белый Волшебник               |
| 15 | Мен          | Синий Орёл                    |
| 16 | Киб          | Жёлтый Воин                   |
| 17 | Кабан        | Красная Земля                 |
| 18 | Эцнаб        | Белое зеркало-Кремень         |
| 19 | Кавак        | Синяя Буря                    |
| 20 | Ахау         | Жёлтое Солнце                 |

Приведём пример.
Слева — порядковый номер дня (один из 13), в середине — название дня (одно из 20), справа в скобках — порядковый номер дня, под которым день обозначен в таблице выше.
Начинаем счёт дней:
- 1 — Имиш (1);
- 2 — Ик (2);
- 3 — Акбаль (3);
- 4 — Кан (4);
- 5 — Чик-Чан (5);
- 6 — Кими (6);
- 7 — Маник (7);
- 8 — Ламат (8);
- 9 — Мулук (9);
- 10 — Ок (10);
- 11 — Чуэн (11);
- 12 — Эб (12);
- 13 — Бен (13).

Как только номер дня достиг 13, счёт номеров дней начинается заново, но продолжается 20-дневный цикл дней:
- 1 — Хиш (14);
- 2 — Мен (15);
- 3 — Киб (16);
- 4 — Кабан (17);
- 5 — Эцнаб (18);
- 6 — Кавак (19);
- 7 — Ахау (20).

По окончании 20-дневного цикла, продолжается счёт номеров дней (пока не достигнет 13), а 20-дневный цикл начинается заново:
- 8 — Имиш (1);
- 9 — Ик (2);
- 10 — Акбаль (3) и так далее.

Комбинации номеров дней и названий дней повторяются с периодом 260 дней. Цолькин считается завершённым, когда последнему дню 20-и дневного цикла (Ахау), будет соответствовать номер 13.

### Календарь цолькин: названия дней и соответствующиеглифы
| Номер в цикле1 | Название дня² | Пример глифа³ | XVI век юкатекское4 | Реконструированный классический термин5 | Номер в цикле1 | Название дня² | Пример глифа³ | XVI век юкатекское4 | Реконструированный классический термин5 |
| --- | ------------- | ------------- | ------------------- | --------------------------------------- | -------------- | ------------- | ------------- | ------------------- | --------------------------------------- |
| 01 | Imix’         |               | Imix                | 'Imux/'Imox                             | 11             | Chuwen        |               | Chuen               | Chuwen                                  |
| 02 | Ik’           |               | Ik                  | 'Ik'                                    | 12             | Eb’           |               | Eb                  | 'Ehb'/'Eb'                              |
| 03 | Ak’b’al       |               | Akbal               | 'Ak’ab'                                 | 13             | B’en          |               | Ben                 | B’en                                    |
| 04 | K’an          |               | Kan                 | 'Ohl                                    | 14             | Ix            |               | Ix                  | Hix                                     |
| 05 | Chikchan      |               | Chicchan            | Kaan                                    | 15             | Men           |               | Men                 | Tz’ik’iin                               |
| 06 | Kimi          |               | Cimi                | Cham(i)                                 | 16             | K’ib’         |               | Cib                 | Kib'/Chib'                              |
| 07 | Manik’        |               | Manik               | Chij                                    | 17             | Kab’an        |               | Caban               | Kab’an                                  |
| 08 | Lamat         |               | Lamat               | Lamb’at                                 | 18             | Etz’nab’      |               | Etznab              | Too’k'                                  |
| 09 | Muluk         |               | Muluc               | 'Uh ?                                   | 19             | Kawak         |               | Cauac               | Kawak                                   |
| 10 | Ok            |               | Oc                  | 'Ok                                     | 20             | Ajaw          |               | Ahau                | 'Ajaw                                   |
| Примечания: 1. Номер в цикле календаря тцолкин 2. Название дня согласно пересмотренной орфографии Гватемальской академии языков майя 3. Пример глифа (логограмма) дня. Для большинства дней найдено несколько форм этого глифа, формы в этой таблице — так называемые «картушные» версии, типовые для надписей на монументальных сооружениях майя 4. Название дня, сохранившееся в записях XVI века юкатекским языком, скорее всего из записей Диего де Ланды; до недавних пор эта орфография была основной 5. В большинстве случаев действительное название дня, так, как оно произносилось классическим языком майя на протяжении классического периода (ок. 200—900), когда была сделана большая часть надписей, неизвестно. Когда реконструкция возможна, эти названия приведены, в сомнительных случаях оно обозначено символом «?» . |               |               |                     |                                         |                |               |               |                     |                                         |

Начала цолькинов по григорианскому календарю: 2024 год - 23 августа 2024 года (до 10 мая 2025 года включительно).

## Хааб
Одновременно с этим вёлся счёт времени по хааб. Хааб (Haab) — гражданский календарь майя. Это был солнечный календарь, состоящий из 365 дней.
Хааб делится на 19 месяцев: в 18 из них было по 20 дней, а в одном — только 5 дополнительных «дней без имён» (он добавлялся для того, чтобы общее число дней равнялось 365). Эти 5 дней назывались Вайеб. Они считались несчастливыми.
Дни внутри месяца нумеруются числами от 0 до 19.
Этот календарь лежал в основе сельскохозяйственных работ и повседневной жизни майя. Изобретательные индейцы объединили два календаря в так называемый «календарный круг». Таким образом, любая дата составлялась из элементов обоих календарей. Даты в «календарном круге» повторялись лишь через 52 года.
Комбинация цолькина и хааба повторялась каждые 18980 = 52×365 дней. Ацтеки считали, что 4 Ахау 8 Кумху должен наступить конец света, и дожидались этой даты каждые 52 года.
| Соответствие месяцев календаря Хааб современному календарю (верно для периода с марта 2008 по февраль 2012) | Соответствие месяцев календаря Хааб современному календарю (верно для периода с марта 2008 по февраль 2012) | Соответствие месяцев календаря Хааб современному календарю (верно для периода с марта 2008 по февраль 2012) | Соответствие месяцев календаря Хааб современному календарю (верно для периода с марта 2008 по февраль 2012) |
| --- | --- | --- | --- |
| 1 | Поп: 3 апреля — 22 апреля                                                                                   | 10 | Йаш: 30 сентября — 19 октября                                                                               |
| 2 | Во: 23 апреля — 12 мая                                                                                      | 11 | Сак: 20 октября — 8 ноября                                                                                  |
| 3 | Сип: 13 мая — 1 июня                                                                                        | 12 | Кех: 9 ноября — 28 ноября                                                                                   |
| 4 | Соц: 2 июня — 21 июня                                                                                       | 13 | Мак: 29 ноября — 18 декабря                                                                                 |
| 5 | Сек: 22 июня — 11 июля                                                                                      | 14 | Канкин: 19 декабря — 7 января                                                                               |
| 6 | Шуль: 12 июля — 31 июля                                                                                     | 15 | Муан: 8 января — 27 января                                                                                  |
| 7 | Йашкин: 1 августа — 20 августа                                                                              | 16 | Паш: 28 января — 16 февраля                                                                                 |
| 8 | Моль: 21 августа — 9 сентября                                                                               | 17 | Кайяб: 17 февраля — 8 марта                                                                                 |
| 9 | Чен: 10 сентября — 29 сентября                                                                              | 18 | Кумху: 9 марта — 28 марта                                                                                   |
| | | 19 | Вайеб: 29 марта — 2 апреля                                                                                  |

## Длинный счёт

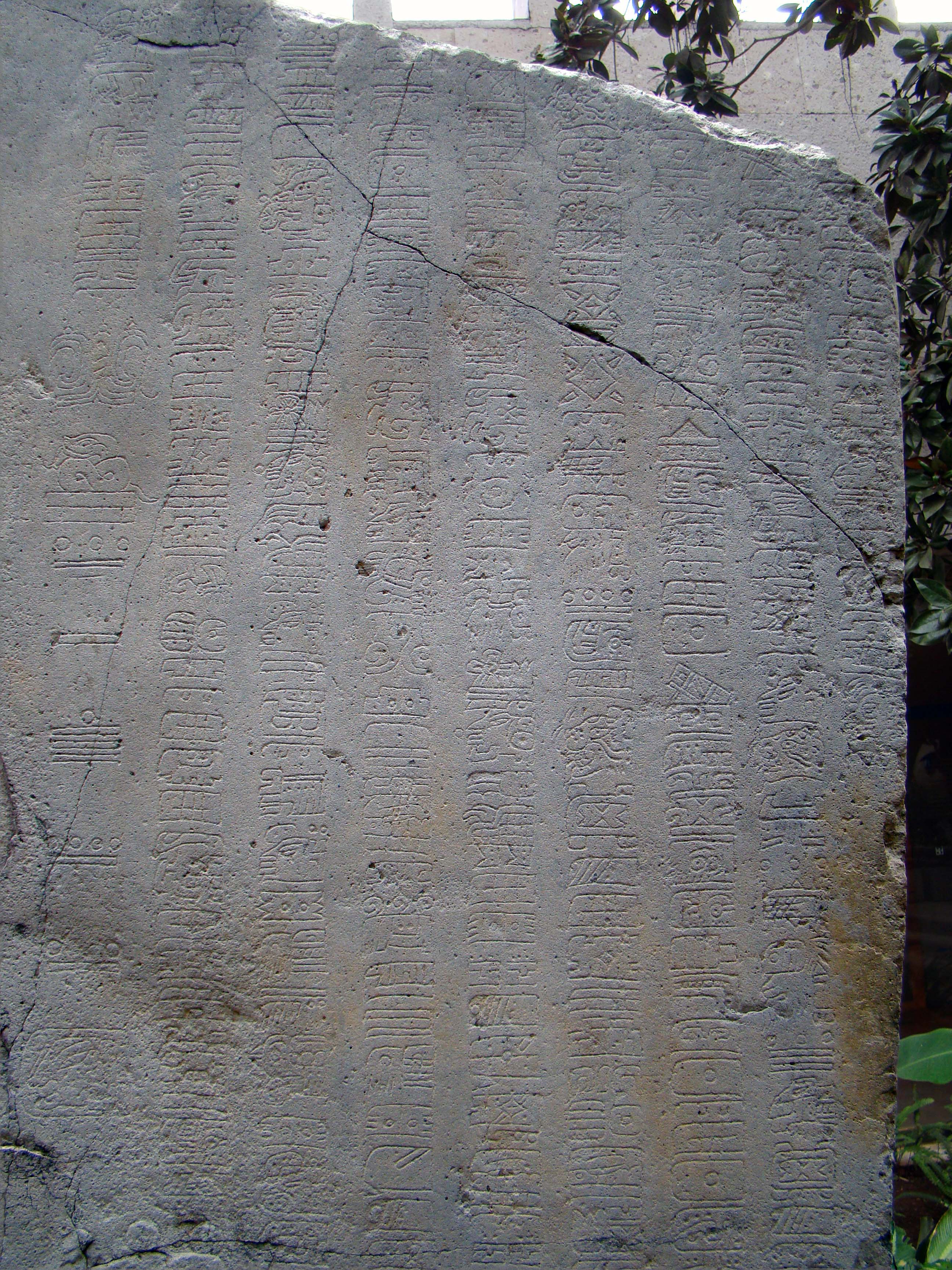
Фрагмент стелы (Стела 1 в Ла Мохара), показывающая три колонки глифов II века н. э. Левая колонка содержит дату календаря долгого счёта 8.5.16.9.9, или 156 год н. э. Две другие колонки содержат глифы эпиольмекской письменности.

Для больших промежутков времени майя использовали так называемый длинный счёт, представляющий собой количество дней, выраженное в смешанной 20-, 18- и 13-ричной системе счисления. Минимальной единицей в Длинном счёте является кин (день). Более крупные единицы:
- 1 уиналь = 20 дней;
- 1 тун = 18 уиналей = 360 дней (приблизительно 1 год);
- 1 катун = 20 тунов = 7200 дней (19 лет 265 дней);
- 1 бактун = 20 катунов = 144 000 дней (394 года 190 дней; 400 тунов);
- 1 пиктун = 20 бактунов = 2 880 000 дней (7890 лет 150 дней; 8000 тунов);
- 1 калабтун = 20 пиктунов = 57 600 000 дней (156 164 года 140 дней; 160 000 тунов);
- 1 кинчилбтун = 20 калабтунов = 1 152 000 000 дней (3 156 164 года 140 дней; 3 200 000 тунов);
- 1 алаутун = 20 кинчилбтунов = 23 040 000 000 дней (63 123 287 лет 245 дней; 64 000 000 тунов);
- 1 хаблатун = 20 алаутунов = 460 800 000 000 дней (1 262 465 753 лет 155 дней, 1 280 000 000 тунов, только у Спиндена).

Кин, тун и катун принимают значения от 0 до 19. Уиналь принимает значения от 0 до 17.

### Единицы длинного счёта
| Дней    | Расчёт      | Период долгого счёта | Приблизительное число солнечных лет |
| ------- | ----------- | -------------------- | ----------------------------------- |
| 1       | = 1 K’in    |                      |                                     |
| 20      | = 20 K’in   | = 1 Winal            | 1/18.25                             |
| 360     | = 18 Winal  | = 1 Tun              | 1                                   |
| 7 200   | = 20 Tun    | = 1 K’atun           | 20                                  |
| 144 000 | = 20 K’atun | = 1 B’ak’tun         | 394                                 |

Например, 25 января 2012 года в календаре майя при корреляции 584285 выглядит так: 12.19.19.1.8, 8 Кими, 18 Муан. В этой записи представлены вместе Длинный счёт, Цолькин и Хааб. В расшифровке эти записи означают следующее:
- длинный счёт: бактун 12, катун 19, тун 19, уиналь 1, кин 8;
- цолькин: 8-й день 13-дневной недели, день Кими 20-дневного периода (уиналя);
- хааб: 18-й день месяца Муан.

Таким образом, общий цикл длинного счёта составляет 13 бактунов = 1872000 дней (что составляет 5125 лет и 4 с половиной месяца). Начало эры обозначается не 0.0.0.0.0, а 13.0.0.0.0. Таким образом, эта дата — 13.0.0.0.0, так же, как и все другие даты длинного счёта, повторяется 1 раз в 5125 лет. Однако, известно, что майя вовсе не ограничивали время существования Вселенной 5125 годами (столько составляют тринадцать «четырёхсоток»). Запись на стеле 1 из городища Коба (Юкатан) указывает, что между началом текущей мировой эпохи и неким «началом начал» минул период, продолжительность которого в днях выражается, в нашем исчислении, тридцатидвухзначным числом.

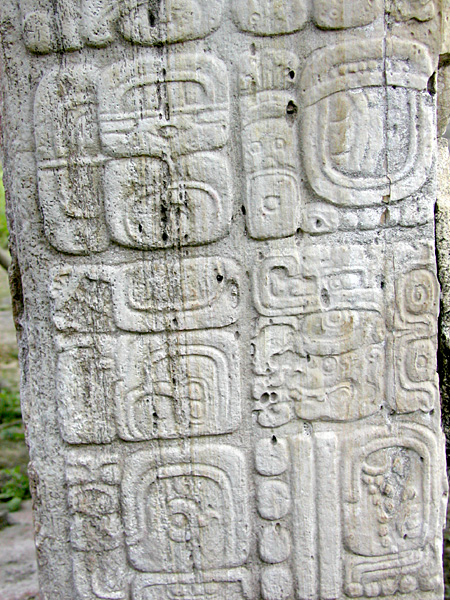
Стела в Тикале.

Известно, что текущий цикл длинного счёта, или Эра Пятого Солнца, начался 0.0.0.0.0, 4 Ахау, 8 Кумху. Это произошло 11 августа 3114 года до н. э. при корреляции 584283, либо 13 августа 3114 года до н. э. при корреляции 584285. Таким образом, текущий цикл закончился в декабре 2012 года. 20 декабря 2012 года (корреляция 584283) или 22 декабря 2012 года (корреляция 584285) на календаре майя будет дата 12.19.19.17.19, 3 Кавак, 2 К’анк’ин, а на следующий день, 21 декабря 2012 года (корреляция 584283) или 23 декабря 2012 года (корреляция 584285), началась новая Эра, 13.0.0.0.0, 4 Ахау, 3 К’анк’ин.
С наступлением новой Эры связывают различные катаклизмы, вплоть до конца света. Сандра Нобл (англ. Sandra Noble), исполнительный директор месоамериканской исследовательской организации FAMSI, заметила, что «для древних майя завершение полного цикла было большим праздником (англ. for the ancient Maya, it was a huge celebration to make it to the end of a whole cycle)». Интерпретацию декабря 2012 года в качестве конца света она считает «настоящей фальсификацией и возможностью для многих людей обогатиться на этом (англ. a complete fabrication and a chance for a lot of people to cash in).» Подробнее см. Феномен 2012 года.

## Начало отсчёта в календаре майя
Долгое время учёные не знали, какой дате современного календаря соответствует дата из календаря майя, от которой последние отсчитывали счёт лет.
Впоследствии долгое время существовали две гипотезы:
- Гипотеза Спиндена Г. Д. — 3374 г. до н. э. 11 ноября по пролептическому юлианскому или 15 октября по пролептическому григорианскому календарю (корреляция JD 489384).
- Гипотеза Гудмена — Мартинеса — Томпсона — 3114 г. до н. э. 8 сентября или 13 августа, соответственно, по пролептическому юлианскому или григорианскому календарю (корреляция JD 584285[7])[8][9]. Эту гипотезу разделяли Эрнандес М., Томпсон Д. Э., Морли С. Г., Мартинес.

Разница между двумя гипотезами составляет около 260 лет.
Радиоуглеродное исследование древесины наддверных балок дверных проёмов храмов Тикаля (были известны майяские даты постройки этих храмов) побудило большинство учёных считать правильной гипотезу Гудмена — Мартинеса — Томпсона, но и она отвечает не на все вопросы.

## Миф о точности календаря майя
Миф основан на том факте, что некоторые надписи Храма Креста в Паленке (где располагалась одна из астрономических обсерваторий), содержат сведения о том, что 1508 календарных лет (хааба) соответствуют 1507 солнечным годам. Таким образом, длина рассчитанного астрономами майя года получается ≈365,242203 суток, что более точно соответствует современному среднему тропическому году ≈365.242189 суток, чем продолжительность года в григорианском календаре 365,2425 суток.
Однако жрецы майя, зная об этой неточности, не стали вводить корректировку календаря. В результате этого названия месяцев, которые изначально обозначали виды сельскохозяйственных работ, перестали соответствовать подходящим сезонам.

## Важные даты майя

### В постклассический период
- 10.9.0.0.0, 2 Ахау 13 Мак (7 августа 1007) — основан Ушмаль, основатель Ах Суйток Тутуль Шив.
- 10.10.0.0.0, 13 Ахау 13 Моль (2 мая 1027) — зародилась Лига Майяпан.
- 10.18.10.0.0, 9 Ахау 13 Во (13 ноября 1194) — заговор Хунак Кееля, Кокомы изгоняют Ица из Чичен-Ица, завершается время Лиги Майяпан.
- 10.19.0.0.0, 8 Ахау 8 Кумху (21 сентября 1204) — начинается гегемония Майяпана, при помощи Ах Кануль.
- 11.12.0.0.0, 8 Ахау 3 Моль (26 декабря 1460) — разрушен город Майяпан Тутуль шивами, также все крупные города покидают их жители.
- 11.13.0.0.0, 6 Ахау 3 Сип (12 сентября 1480) — описывается разрушительный ураган, и регистрируется повальный мор среди населения.
- 11.15.0.0.0, 2 Ахау 8 Сак (17 февраля 1520) — после экспедиций Эрнандеса де Кордоба, Грихальвы и Кортеса, происходит эпидемия оспы, истребившая большую часть населения.
- 11.17.0.0.0, 11 Ахау 8 Поп (20 июля 1559) — Франсиско де Монтехо, его сын и племянник, завоёвывают полуостров Юкатан и основывают Мериду и Вальядолид.
- 12.4.0.0.0, 10 Ахау 18 Во (27 июля 1697) — Тайясаль — последнее убежище ица, разрушено Мартином де Урсуа[13].